# Generation Terrorists
Generation Terrorists är det walesiska rockbandet Manic Street Preachers debutalbum. Det släpptes i England den 10 februari 1992. 
För att undvika kontroverser i USA så ändrade man låtlistan i den amerikanska utgåvan och tog bort de lite "svårare" låtarna. Albumet släpptes i sin fulla, ocensurerade form överallt annars. Ironiskt nog så hände samma sak för Manics förebilder The Clash när de skulle släppa sitt debutalbum The Clash i USA. Omslaget till albumet visar Richey James Edwards högra arm och bröst. På armen hade han en tatuering av en ros och texten "Useless Generation". Texten ändrades dock på omslaget till Generation Terrorists.

## Låtlista
Samtliga låtar skrivna av Manic Street Preachers, om annat inte anges.
1. "Slash N' Burn" - 3:59
2. "Nat West-Barclays-Midlands-Lloyds" - 4:32
3. "Born to End" - 3:55
4. "Motorcycle Emptiness" - 6:08
5. "You Love Us" - 4:18
6. "Love's Sweet Exile" - 3:29
7. "Little Baby Nothing" - 4:59
8. "Repeat (Stars and Stripes)" - 4:09
9. "Tennessee" - 3:06
10. "Another Invented Disease" - 3:24
11. "Stay Beautiful" - 3:10
12. "So Dead" - 4:28
13. "Repeat (UK)" - 3:09
14. "Spectators of Suicide" - 4:40
15. "Damn Dog" (Jacob Brackman/Billy Mernit) - 1:52
16. "Crucifix Kiss" - 3:39
17. "Methadone Pretty" - 3:57
18. "Condemned to Rock 'N' Roll" - 6:06